# Littorophiloscia vittata
Littorophiloscia vittata är en kräftdjursart som först beskrevs av Thomas Say 1818.  Littorophiloscia vittata ingår i släktet Littorophiloscia och familjen Philosciidae. Inga underarter finns listade i Catalogue of Life.